# Strandkärret Kårgärde
Strandkärret Kårgärde este o arie protejată (arie specială de conservare — SAC, sit de importanță comunitară — SCI) din Suedia întinsă pe o suprafață de 0,08 ha, integral pe uscat.

## Localizare
Centrul sitului Strandkärret Kårgärde este situat la coordonatele 62°59′26″N 14°28′56″E / 62.9906°N 14.4823°E.

## Înființare
Situl Strandkärret Kårgärde a fost declarat sit de importanță comunitară în ianuarie 2002 pentru a proteja 2 specii de animale. Situl a fost protejat și ca arie specială de conservare în martie 2011.

## Biodiversitate
Situată în ecoregiunea boreală, aria protejată conține 2 habitate naturale: Mlaștini alcaline, Taiga vestică.
La baza desemnării sitului se află mai multe specii protejate de  nevertebrate (2): Vertigo genesii, Vertigo geyeri.